# Chloroclystis perceptata
Chloroclystis perceptata är en fjärilsart som beskrevs av Walker 1866. Chloroclystis perceptata ingår i släktet Chloroclystis och familjen mätare. Inga underarter finns listade i Catalogue of Life.